# Palazzo Contarini dal Zaffo

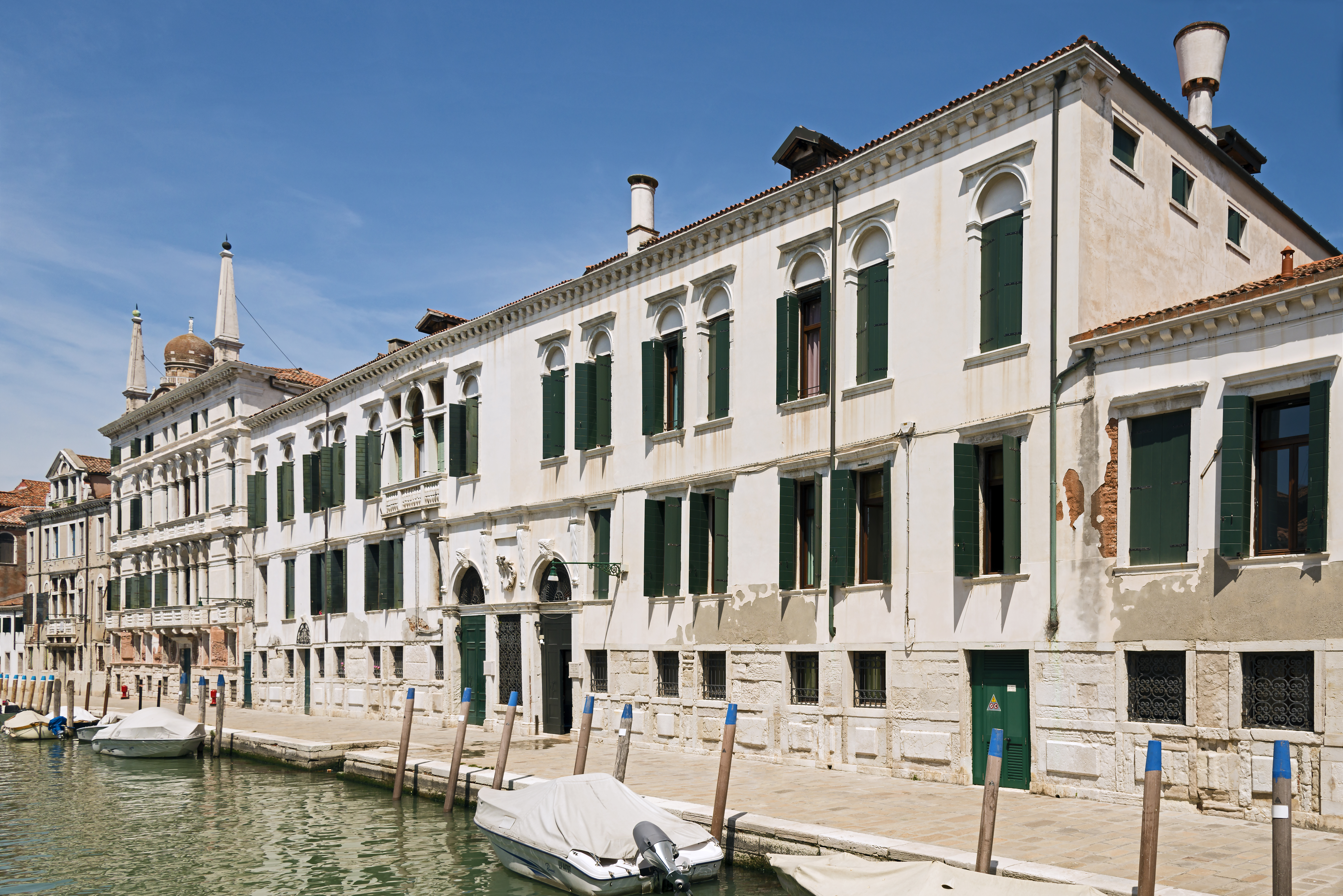
Palazzo Contarini dal Zaffo

Palazzo Contarini Dal Zaffo ist ein venezianischer Palast im Sestiere Cannaregio am Rio Madonna dell’Orto nahe der Kirche Madonna dell’Orto. Mit seiner östlichen Seite grenzt er wie das seinen Garten begrenzende Casino degli Spiriti an die Sacca della Misericordia.

## Geschichte

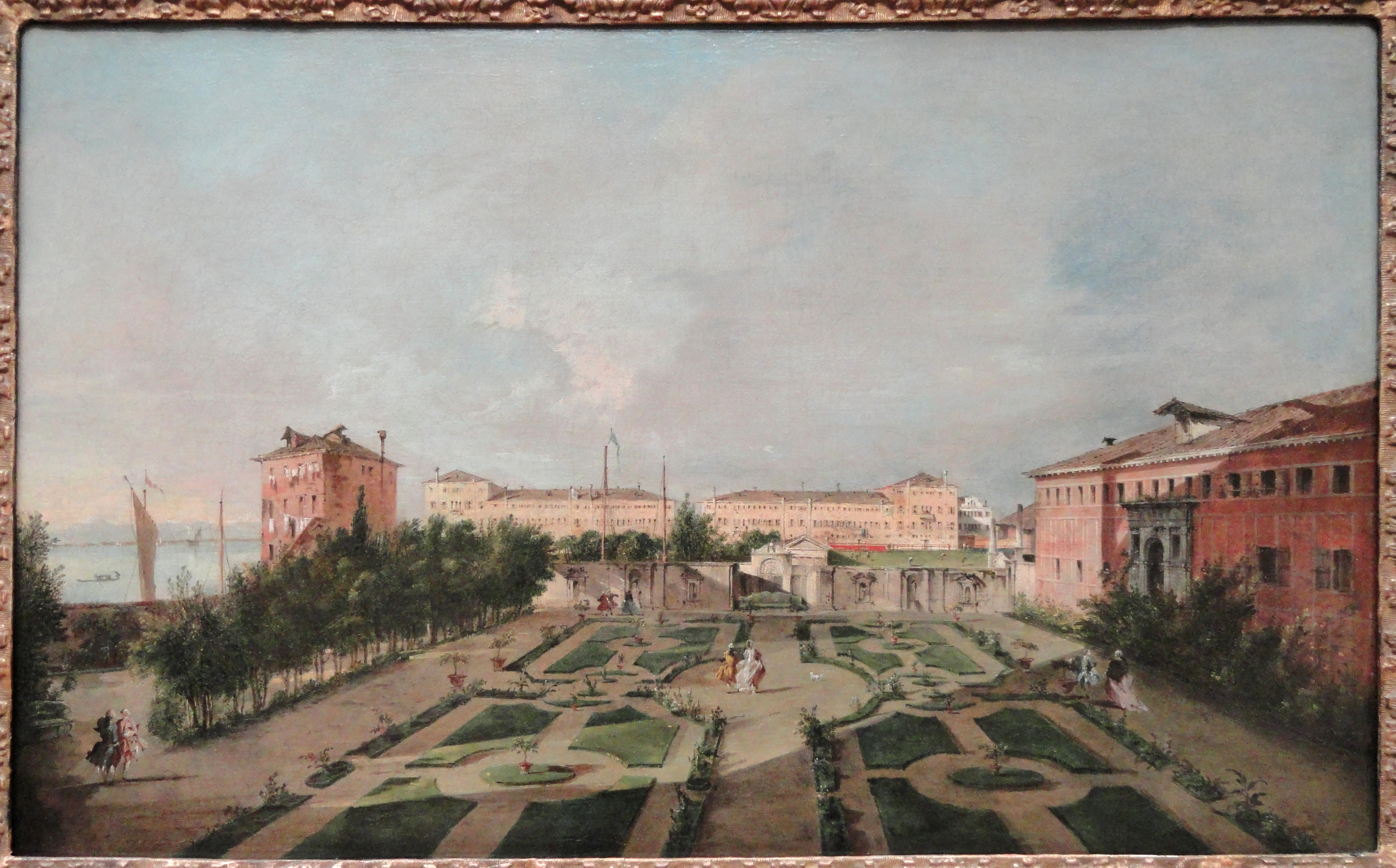
Garten Palazzo Contarini dal Zaffo, Francesco Guardi, ~1770

Das Gebäude des 16. Jahrhunderts wurde von der Familie Contarini Dal Zaffo in Auftrag gegeben, so wie der gleichnamige Palazzo Contarini Dal Zaffo,  auch Palazzo Contarini Polignac genannt, im Sestiere Dorsoduro aus dem 15. Jahrhundert. Der Palast wird heute kirchlich-karitativ genutzt und beherbergt im rechten Flügel ein Altenheim.
Giorgio Contarini war der erste Herzog von Jaffa (Zaffo). Vermutlich ist der Palast das Geburtshaus des Diplomaten und Theologen Gasparo Contarini.

## Architektur
Die breite Fassade des typischen Renaissancepalastes an der Fondamenta di Gasparo Contarini zeigt keine Symmetrie. Der dreistöckige Palast hat im Erdgeschoss die Größe eines Mezzanin mit quadratischen Fenstern. In der Mitte befinden sich zwei Eingangsportale mit großen über zwei Stockwerke gehenden Halbbögen. Dazwischen befindet sich ein steinernes Familienwappen der Contarini.
Das erste und zweite Stockwerk weist jeweils eine Aneinanderreihung von 13 rechteckigen umrahmten Fenstern auf, im zweiten Stockwerk über Halbbögen. Im Piano nobile des linken Teils befindet sich eine Serliana, nicht über dem schönen Doppelportal.
Hinter dem Palast befindet sich ein großzügiger Garten zum Nordende der Stadt und zur Lagune.
Im Innern, wie im Palast am Canal Grande, befinden sich Fresken von Giovanni Domenico Tiepolo. Im Mezzanin befindet sich die Apotheose des Giorgio Contarini.

## Bildergalerie

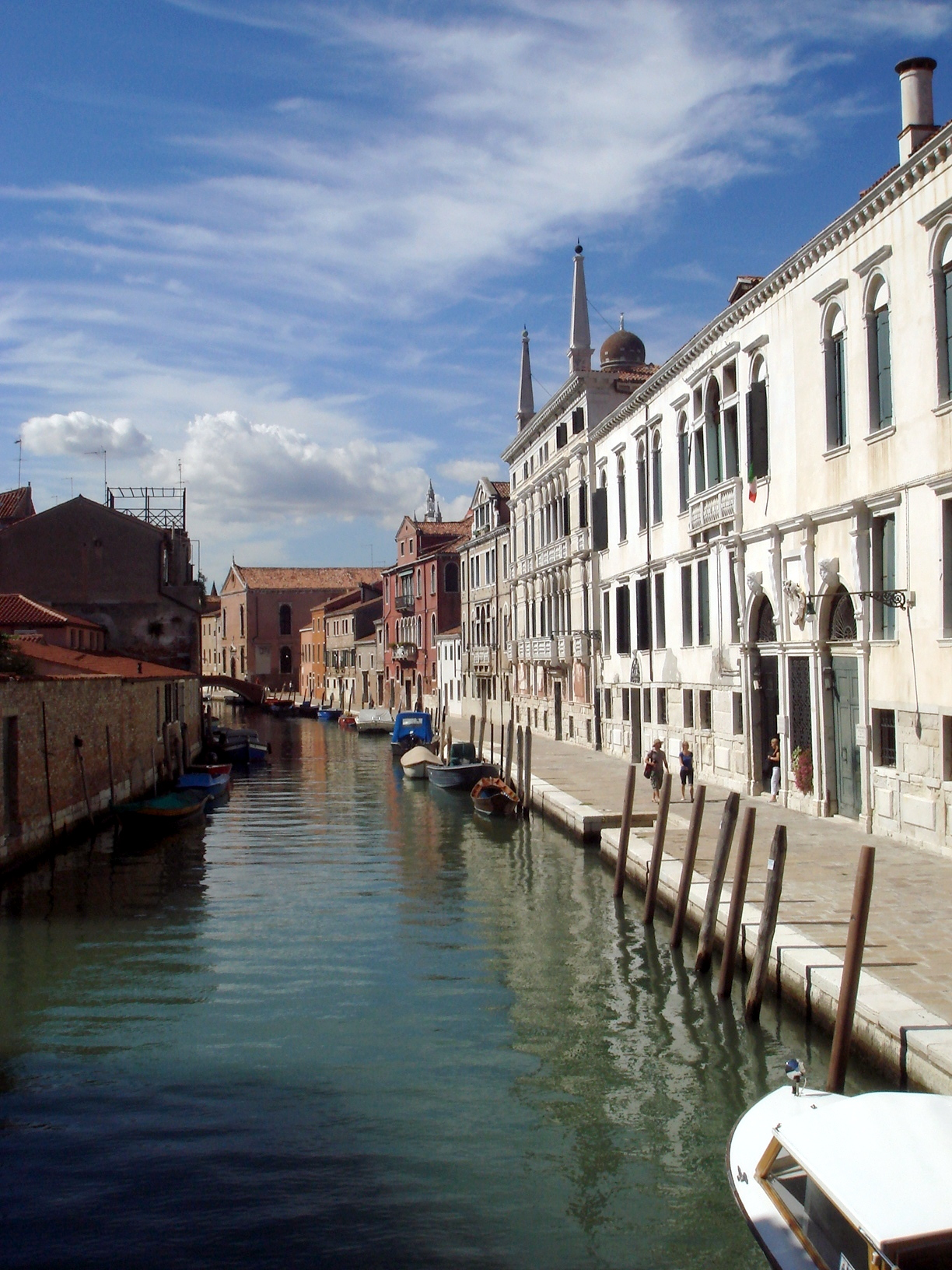
Blick auf die Fondamenta zu Madonna dell’Orto
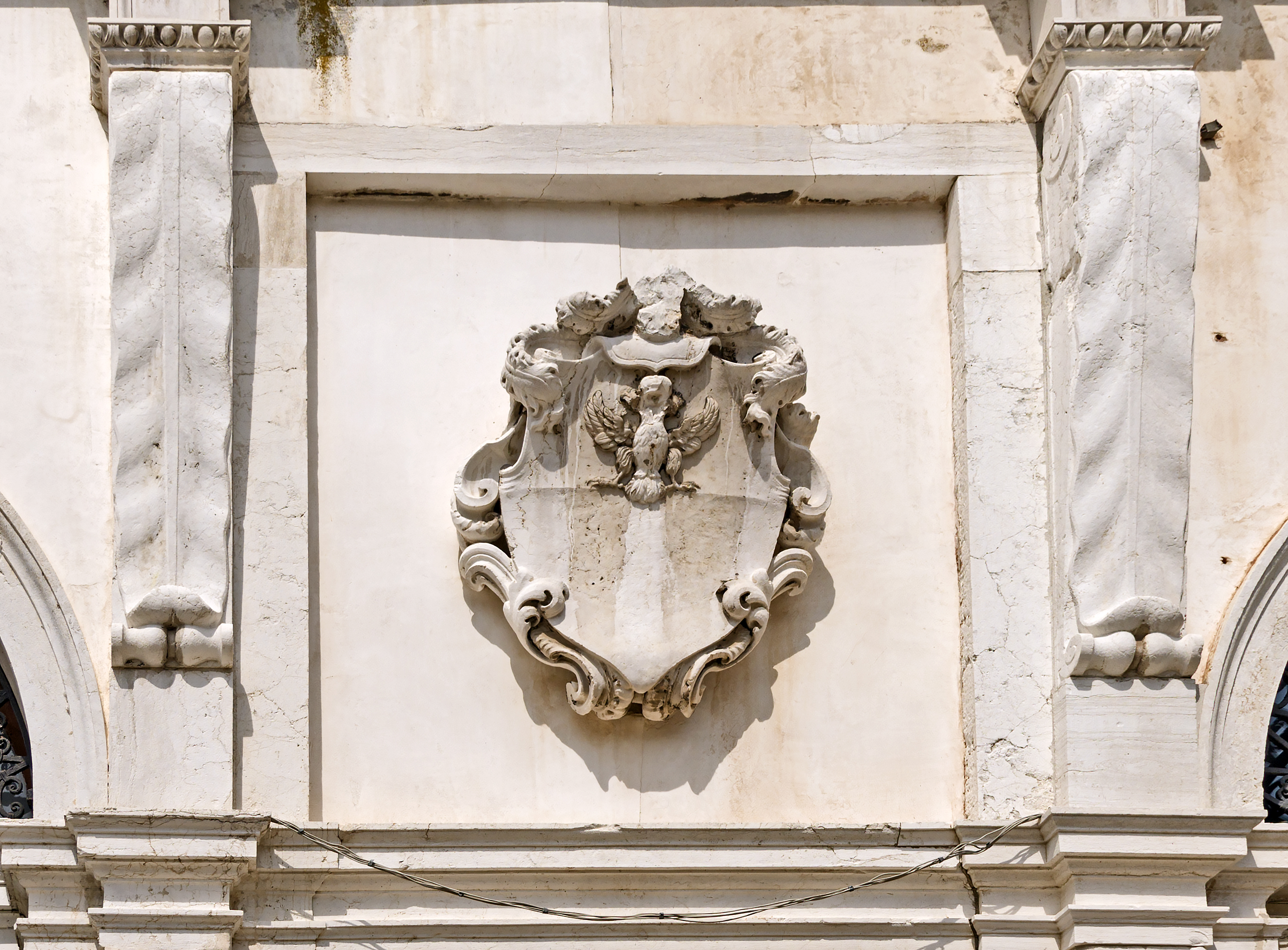
Wappen der Contarini an der Fassade
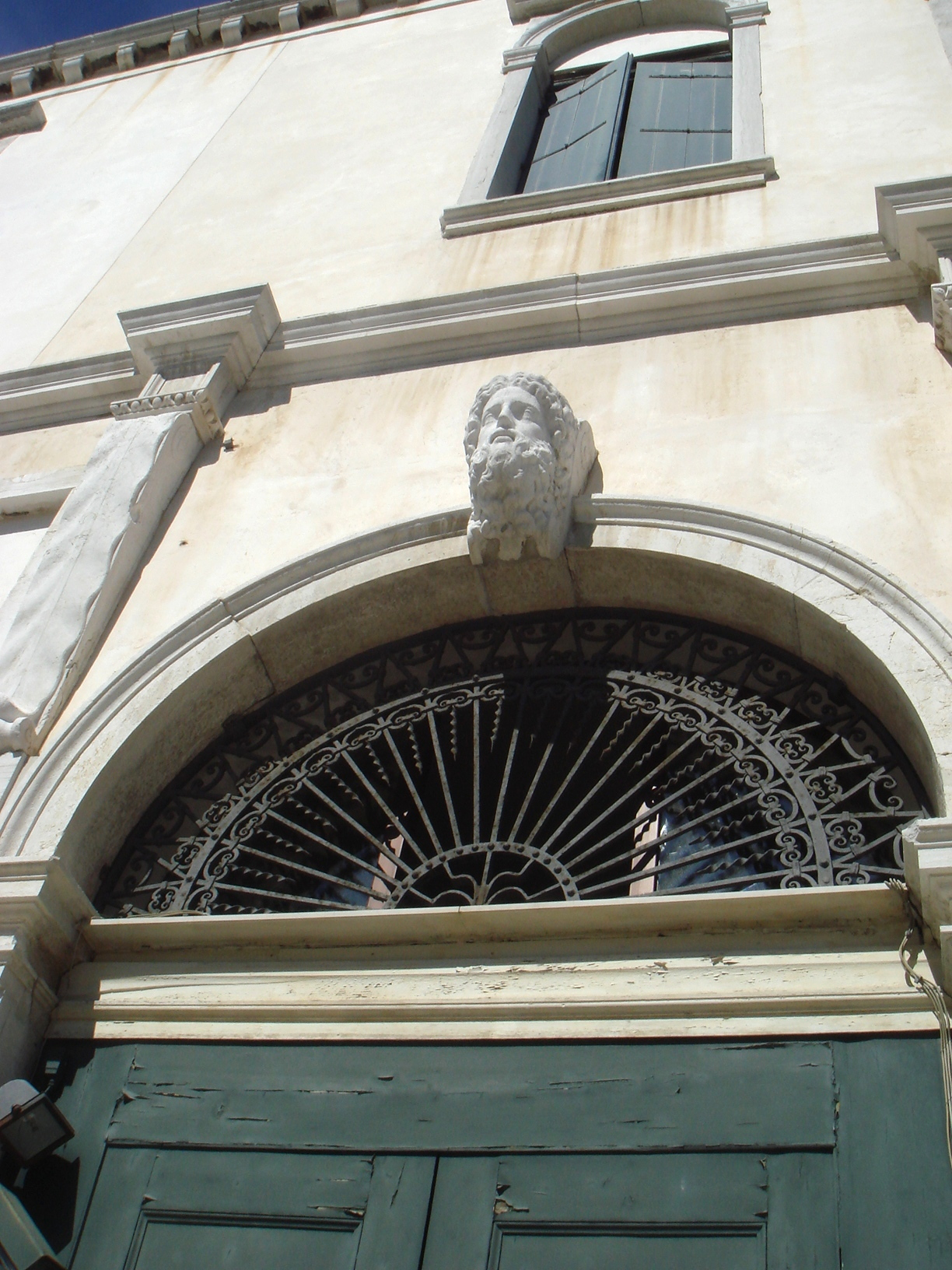
Portal mit Fratze
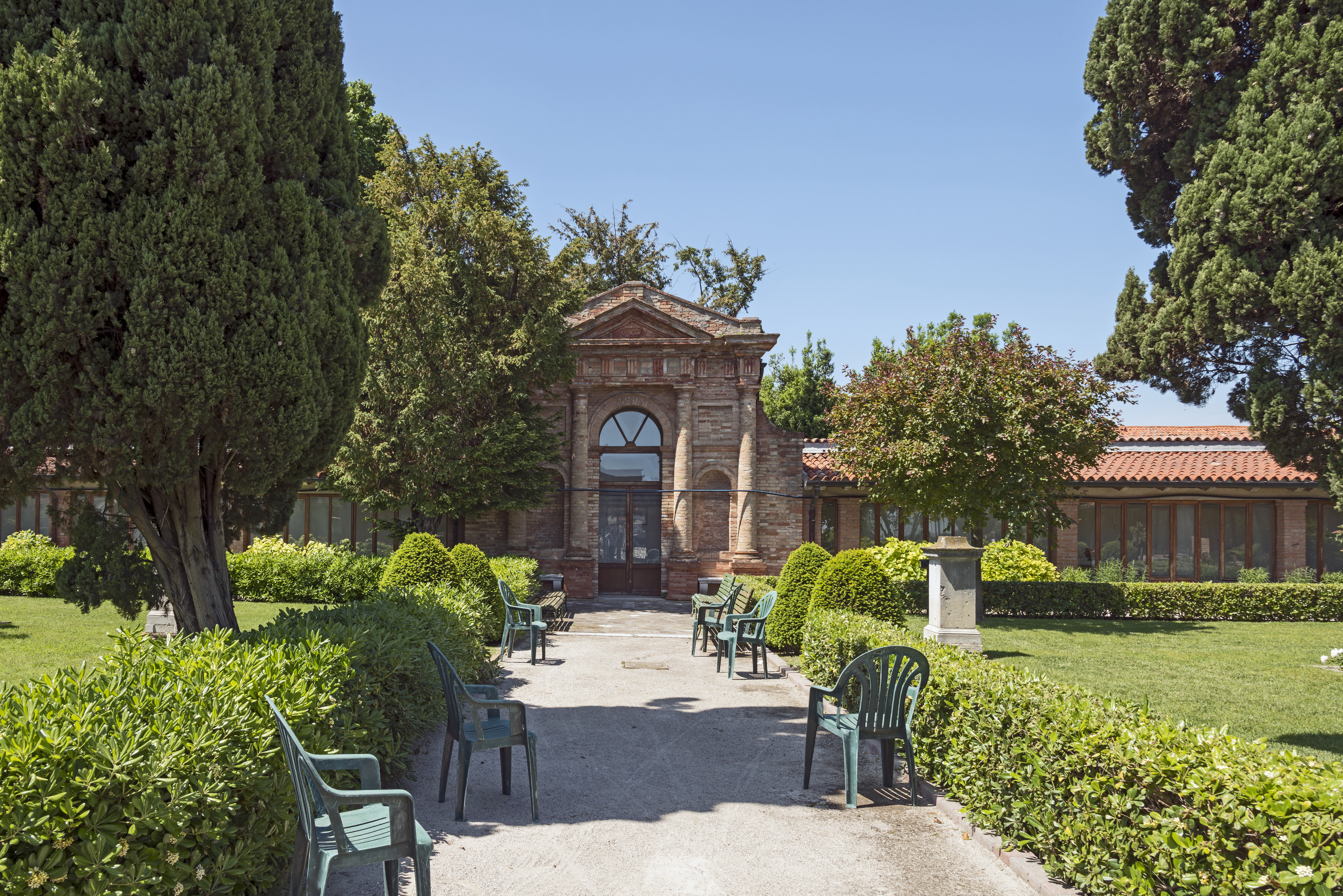
Die Gärten des Palazzo Contarini dal Zaffo
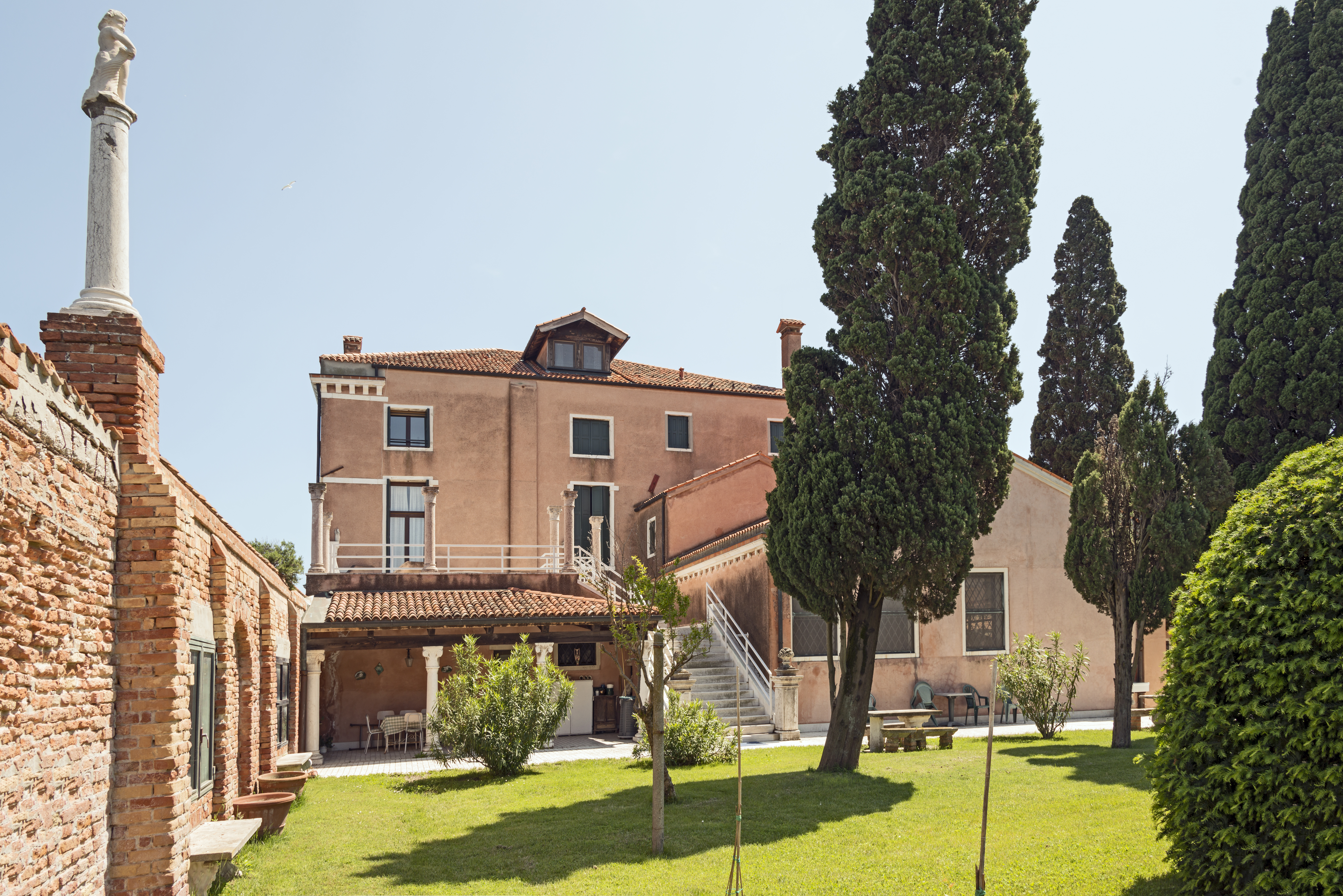
Casino degli Spiriti
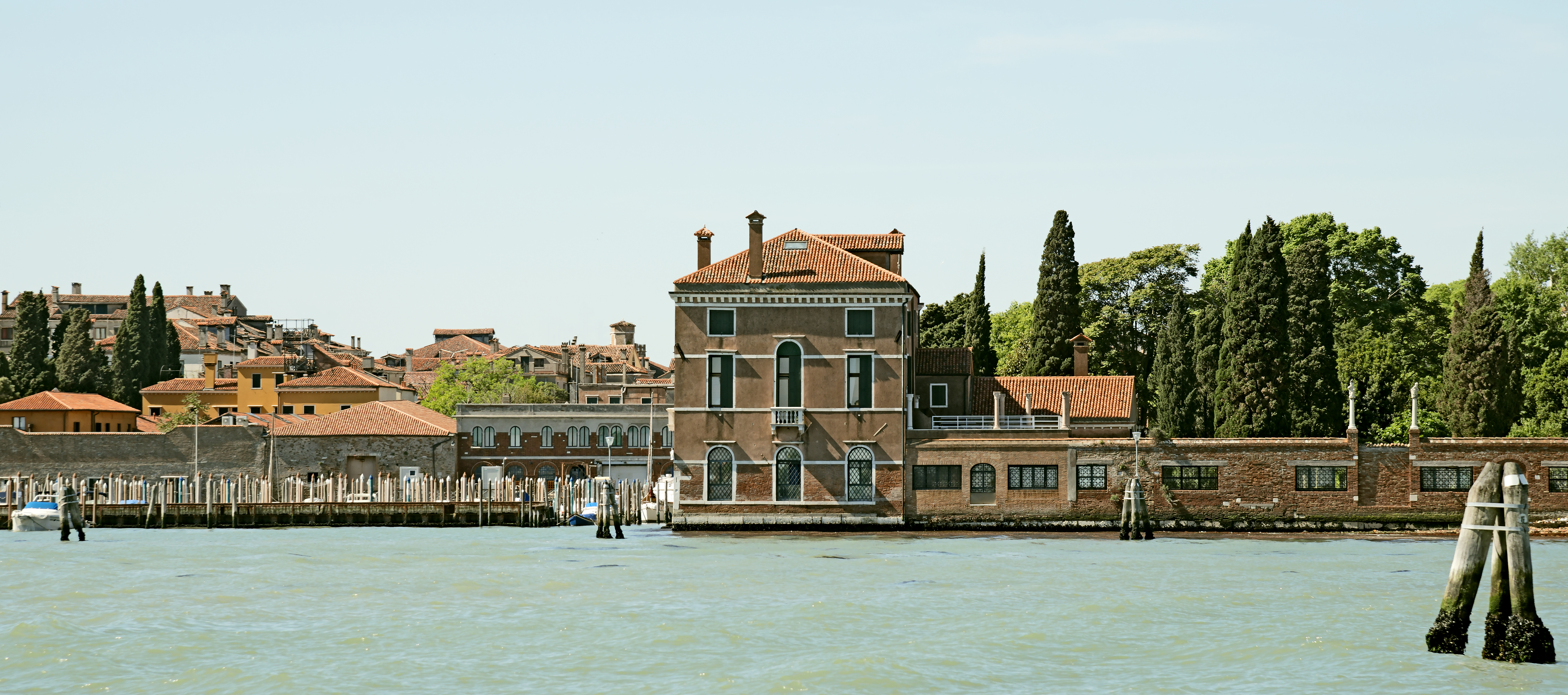
Das Casino degli Spiriti  und die Gärten des Palazzo Contarini dal Zaffo.